# 萨摩烧

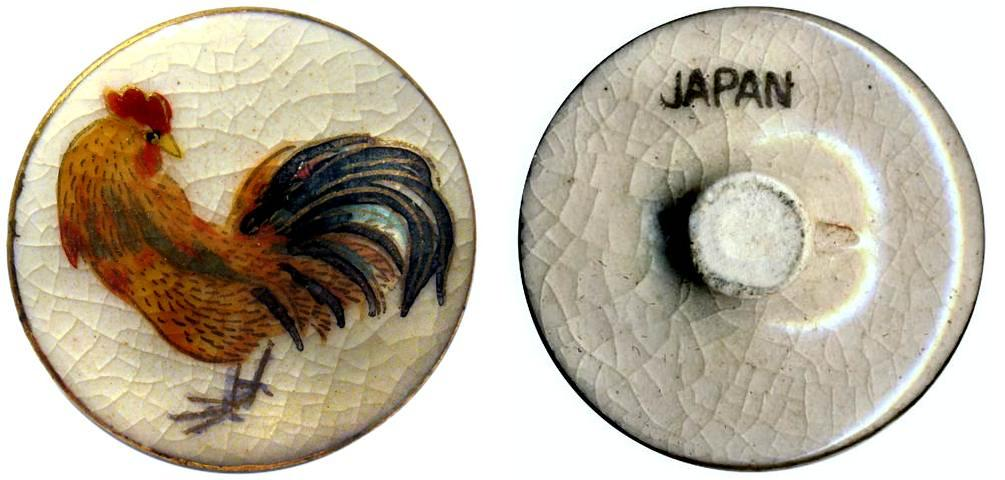
日本现代萨摩烧（出处：Peach State Button Club）

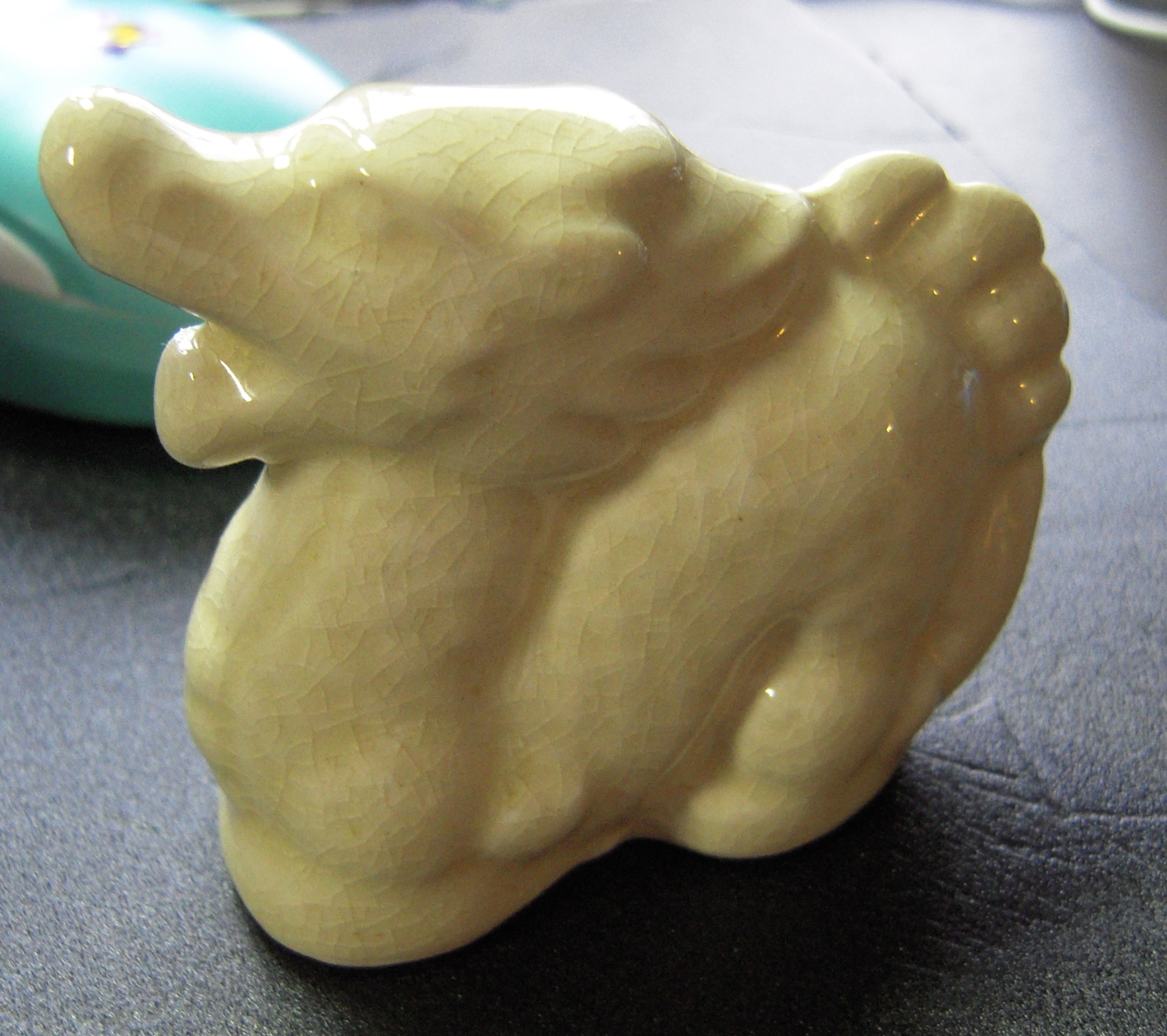

萨摩烧（日语：／ Satsuma-yaki）是一种日本著名的代表性陶瓷器，釉面有裂纹装饰。万历朝鲜战争期间，九州南部萨摩藩为发展当地的陶瓷工艺，从朝鲜掠来大量的陶瓷匠。萨摩烧就是这一时期被掠到日本的朝鲜陶瓷匠创建。

## 種類
白薩摩
日置市美山的苗代川窯燒製的陶器。藩主的御用窯，以金、赤、綠、紫、黃等華美的彩繪為主。
黑薩摩
相對於白薩摩，以大眾用的日用品為主的陶器，使用鐵分含量多的土燒製，所以色澤偏黑。